# الحريدية
قرية الحريدية هي إحدى القرى التابعة لمركز المراغة بمحافظة سوهاج في جمهورية مصر العربية. حسب إحصاءات سنة 2006، بلغ إجمالي السكان في الحريدية 12602 نسمة، منهم 6673 رجل و5929 امرأة.